# Robin Cook: Halálos kockázat (film)
A Robin Cook: Halálos kockázat (Acceptable Risk) 2001-ben bemutatott kanadai–amerikai tévéfilm, mely Robin Cook azonos című regényének adaptációja.

## Szereplők
- Chad Lowe (Dr. Edward Wells)
- Kelly Rutherford (Kim Welles)
- Sean Patrick Flanery (Bobby)
- Arne MacPherson (Rupert)
- Patricia McCormack (Lois)